# Wigrella depressa
Wigrella depressa is een raderdiertjessoort uit de familie Dicranophoridae. De wetenschappelijke naam van deze soort is voor het eerst geldig gepubliceerd in 1932 door Wiszniewski.